# 臺灣省戒嚴期間新聞紙雜誌圖書管制辦法

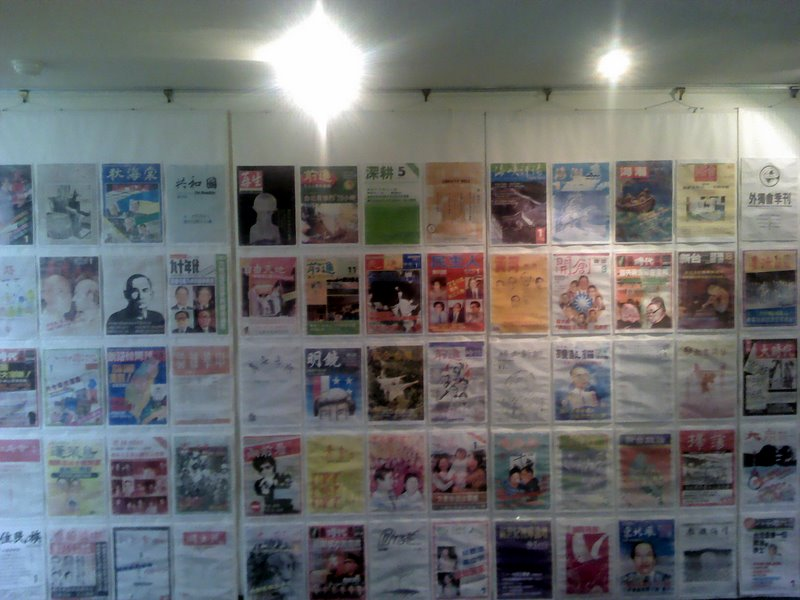
臺灣戒嚴時期各種短命的黨外雜誌

《臺灣省戒嚴期間新聞紙雜誌圖書管制辦法》公佈於1953年7月，為《台灣省戒嚴令》子法之一，衍申自中華民國《戒嚴法》第十一條中的「⋯⋯取締言論、講學、新聞雜誌、圖畫、告白、標語暨其他出版物之認為與軍事有妨害者。……」，頒布者亦為因為國共內戰、從中國大陸撤退至台灣的中華民國政府。除了該辦法外，相關查禁法源尚有《出版法》、《出版法施行細則》、《社會教育法》、《戒嚴法》、《台灣地區戒嚴時期出版物管制辦法》、《刑法》，其目的也均相同。隨著戒嚴令的解除，此管制辦法亦在1987年7月15日宣告廢除。

## 簡介
實為中華民國政府的行政院公告此管制辦法，主要目的在自我審查並限制台灣新聞、雜誌、圖書、標語與相關出版品內容，亦為箝制言論自由的重要法律之一。該辦法管制內容涵括
- 臺灣地區與大陸地區兩岸的軍事消息
- 國防、政治、外交之機密
- 宣傳共產主義的圖畫文字
- 詆毀中華民國元首的圖畫文字
- 違背反共抗俄之基本國策
- 足以影響民心士氣或危害台灣社會治安的言論
- 挑撥政府與人民感情之圖畫文字

## 主管機關
依該管制辦法，台灣所有出版品必須於發行時，檢送臺灣省保安司令部（後改為警備總部及地方警察局）並由該單位檢查。於審查後，如該單位認定該出版品違反該處分，即扣押出版品且發文各單位不准陳列。除此，出版負責人並引用他法追究其出版刑責。

## 查禁規模

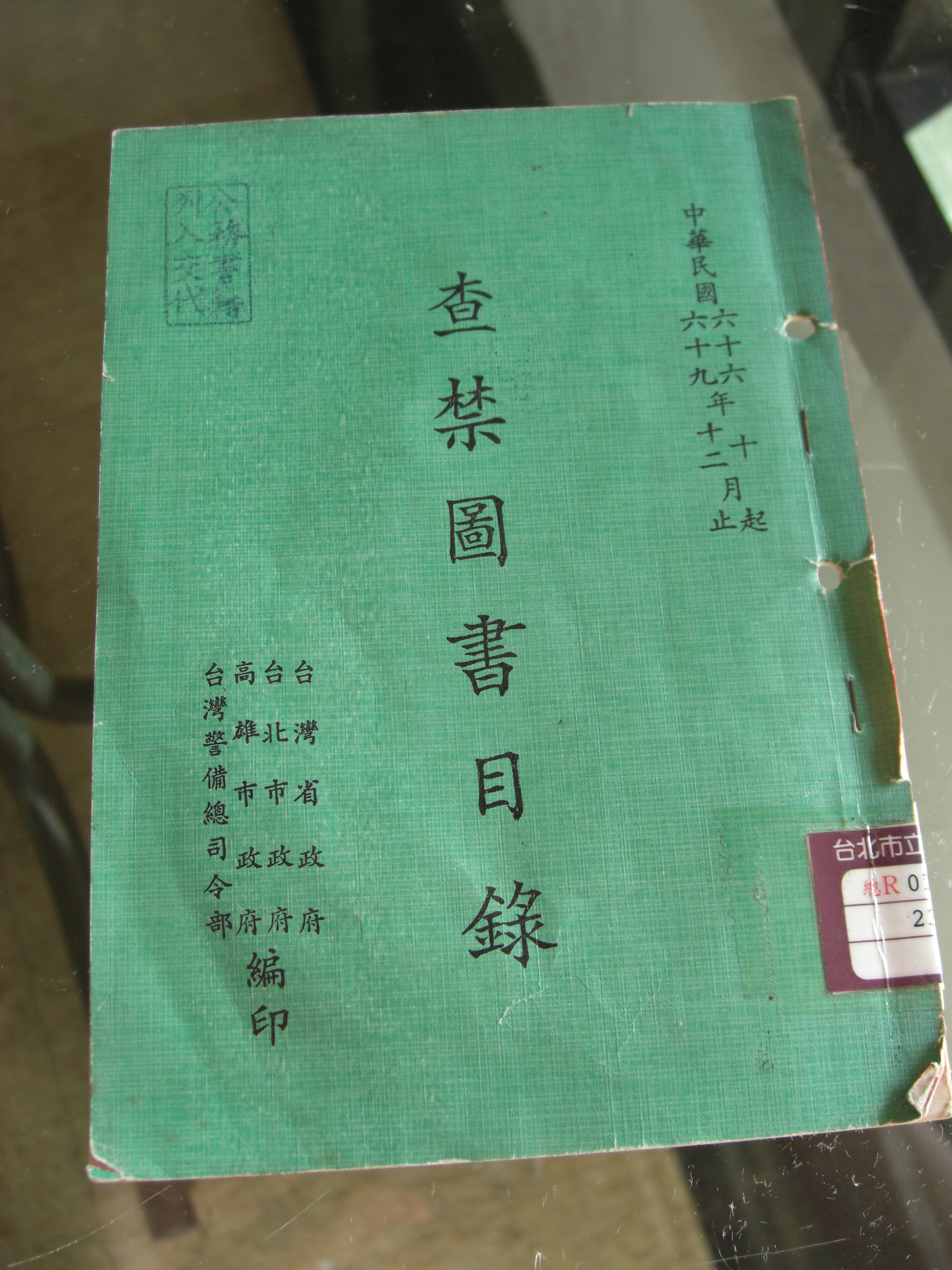
中華民國查禁圖書目錄，民國66年10月至民國69年12月

台灣戒嚴時期引用該等限制言論自由法律的書籍數量十分龐大。1950年代，查禁書刊的第一個10年，魯迅、巴金、茅盾、老舍、沈從文等留在中國大陸的五四運動後的知名作家，他們的著作、翻譯書籍都被列在查禁的範圍內。金庸、王度廬等武俠小說作家的作品也被查禁，還有《女學生的秘密》這類色情或奇情的書刊。被查禁的書刊也包括了反共文學，如孫陵的《大風雪》等。被查禁的政治類的書刊還有《司徒雷登回憶錄》。
1960年代查禁許多「異議知識分子」的出版書刊：例如雷震的《自由中國》雜誌，李敖在文星書店出版和柏楊在平原出版社出版的書，在此時期至1970年代被查禁。有些移民至台灣的作家，在中國大陸時期所撰寫的書刊，也陸續被查禁：小說家郭良蕙的《心鎖》是在1963年1月，被依違反《出版法》而查禁。
時有文字獄的狀況，如大同公司在台北市中山北路牆面廣告橫寫「世界的國貨」，被檢舉自右往左讀是「禍國的介石」；因董事長林挺生是中國國民黨中央常務委員，方逃過一劫。
1970年代，因為中華民國退出聯合國，許多探討臺灣未來的雜誌、書籍應運時代或配合黨外運動而產生，這些雜誌和書刊常是查禁的目標，例如《臺灣政論》、《美麗島》等雜誌，和吳濁流的《無花果》、陳映真的《將軍族》等臺灣鄉土文學作品。其他因為西洋電影而翻譯的書籍，如《畢業生》、《教父》等，也遭查禁。
1980年代，許多黨外雜誌蓬勃出現，例如《進步》、《深耕》等雜誌，因為刊載李敖的文章〈為老兵李師科喊話〉和二二八事件相關文章而被查禁，但仍有《自由滋味》、《前進》、《蓬萊島》和翻譯書籍《宋氏王朝》接續出現。此時期的警備總部主要查禁的對象為這類書籍，書術類和其性其的書刊被查禁的書量減少。1982年，陶百川發表文章〈禁書有正道，奈何用牛刀〉，反對軍人審查和查禁書籍的作法；警總對應此文，召開「駁斥陶百川先生攻訐警總文化審檢工作座談會」，引起臺灣海內外人士討論。此時期警總查禁書刊的方式，由書店查禁，改到上游的印刷廠、裝訂廠查禁、沒收，此舉在1985年引發抗議活動。

## 後續

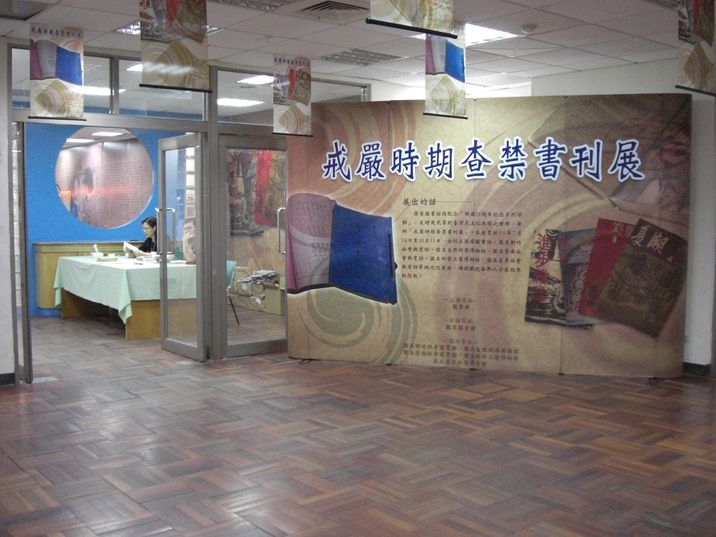
戒嚴時期查禁書刊展（2007/9/25台南社教館）

1982年臺灣省政府編圖了《查禁圖書目錄》，收錄了1950年1月至1982年12月被查禁的書籍。1987年此法廢止，但出版物仍在《出版法》的審查制度之下。《出版法》於1999年被廢止。
2007年7月至10月，國家圖書館在台灣各地舉辦戒嚴時期查禁書刊展，由國家圖書館和台灣各大學圖書館中，選出193種書籍和雜誌展出。
2010年，監察委員黃煌雄等提出調查報告指出1948至1949年有三次戒嚴令，1949年5月20號臺灣省警備總司令部發佈的臺灣省戒嚴令是否有依戒嚴法第3條按級呈報代總統李宗仁、再由總統提交立法院追認無從考究，1949年11月22日第三次的戒嚴令如未經總統宣告發布（李宗仁代總統當時並不在中華民國境內，不可能簽字公告，不符憲法第39條規定），形式要件不完整，法定程序有瑕疵，則戒嚴令因欠缺形式法效而失效。但最終相關法律的認定是司法院大法官會議。